# Miyake
Miyake (三宅村, Miyake-mura) és un poble i municipi de Tòquio, a la regió de Kanto, Japó i pertanyent a la subprefectura de Miyake. Miyake és un petit poble dedicat a la pesca i al turisme estacional.

## Geografia
El terme municipal del poble de Miyake ocupa tota l'illa homònima, a les illes Izu, a la mar de les Filipines, així com les properes i inhabitades illes d'Ōnohara, 180 quilòmetres al sud del centre de Tòquio (Shinjuku).

## Història
Encara avui és desconegut quan s'assentaren a l'illa els primers humans, però si que se sap que l'illa es trobava habitada des de principis del període Nara i ha estat nombrosament esmentada durant la història per les seues erupcions volcàniques. Durant el període Tokugawa, l'illa igual que la resta de l'arxipèlag de les Izu va ser utilitzada com a presó. Amb la restauració Meiji, l'illa passa a dependre de l'antiga prefectura de Tòquio l'any 1878; establint aquesta cinc pobles: Izu, Kamitsuki, Igaya, Ako i Tsubota, sota la jurisdicció de la subprefectura d'Ōshima des de l'1 d'octubre de 1923. L'1 d'abril de 1943, l'illa s'escindeix d'Ōshima i es funda la nova subprefectura de Miyake. El 31 d'agost de 1945, durant l'ocupació de Tòquio per les forces nord-americanes, un destacament militar de l'illa va disparar tres trets a un avió de transport nord-americà, sense que hi haguera cap incident. Aquest acte es considera l'última acció armada de la Segona Guerra Mundial. L'1 d'octubre de 1946, tres pobles de l'illa: Izu, Kamitsuki i Igaya es fusionen per a crear el nou poble de Miyake. L'1 de febrer de 1956 s'uniren a Miyake els pobles d'Abo i Tsubota. El poble va ser evacuat l'any 2000 degut a una erupció volcànica i els seus habitants no van poder tornar a l'illa fins al 2005.

## Demografia
| 1920  | 1930  | 1940  | 1950  | 1960  | 1970  | 1980  |
| ----- | ----- | ----- | ----- | ----- | ----- | ----- |
| 4.938 | 5.204 | 5.245 | 6.503 | 6.625 | 4.857 | 4.228 |
| 1990  | 2000  | 2010  | 2020  | 2030  | 2040  | 2050  |
| 3.911 | ND    | 2.674 | 2.247 | -     | -     | -     |

## Transport

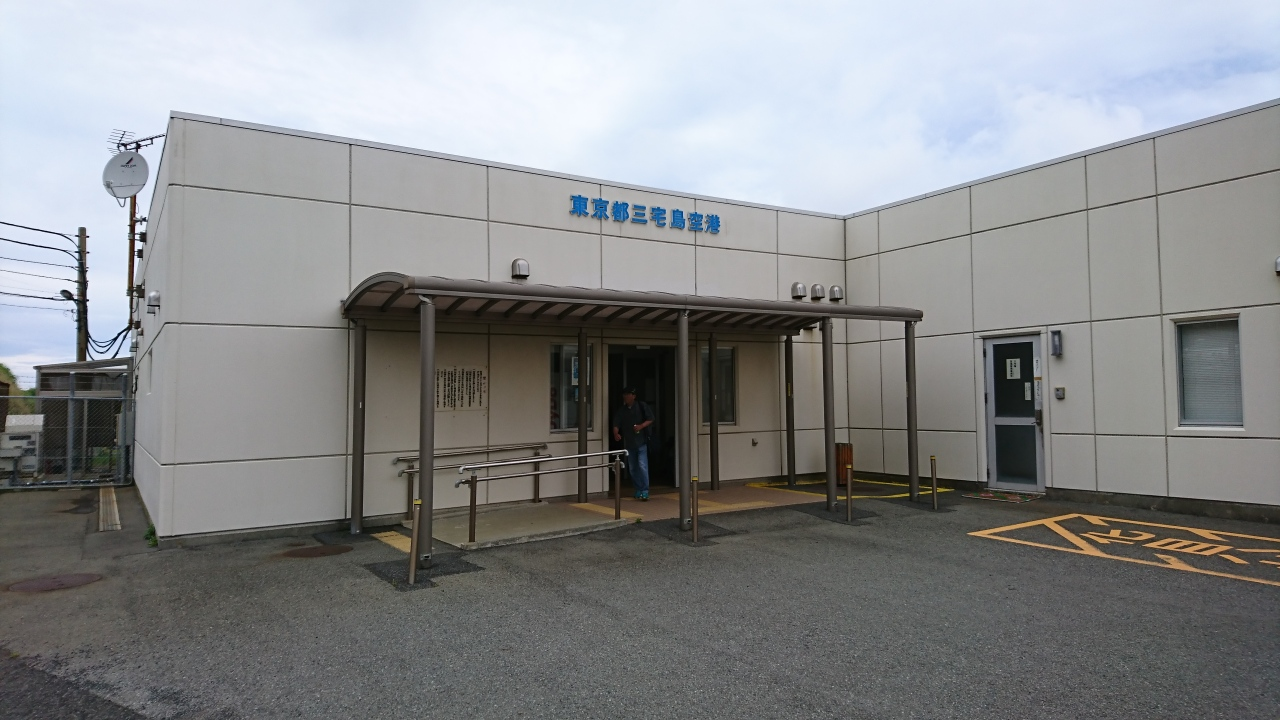
Aeroport de Miyakejima

L'ajuntament del poble gestiona un servei públic d'autobusos i el poble també disposa de diverses companyies de taxis privades per al tranport dins de l'illa.

### Aire
- Aeroport de Miyakejima

### Mar
La companyia Tōkai Kisen presta servei regular a l'illa, connectant-la amb Tòquio i altres illes d'Izu.

### Carretera
Dins de l'illa només hi han carreteres dependents del Govern Metropolità de Tòquio.
- Metropolitana 112 - Metropolitana 213 - Metropolitana 214